# Ромер, Эдвард Ян
Эдвард Ян Ромер (1806[…] или 14 мая 1806, Вильна — 1878[…] или 15 мая 1878, Вильна) — общественный деятель, литератор, переводчик и художник.

## Биография
Из дворянского рода Ромеров герба «Лаский».
Учился в Виленском университете (1823—1828), одновременно обучался живописи у Яна Рустема.
Во время восстания 1830—1831 входил в состав Виленского Центрального повстанческого комитета.
В 1833 году арестован и осужден на пожизненную ссылку в Вологду. Однако через год получил разрешение вернуться на родину.
В 1834 году установил связь с Литовским комитетом (Вильня), также поддерживал отношения с эмигрантским лагерем польского «короля де-факто» А. Е. Чарторийского.
В июле 1838 года вновь арестован по делу Шимона Конарского. Осужден к смертной казни, замененной новой ссылкой в Вологду.
В ссылке пробыл до 1852 года. После возвращения в Вильню был под надзором полиции.
Участвовал в работе Музея древностей и Виленской археологической комиссии (с 1855), был директором 2-го отдела Общества благотворительности (с 1855).
Во время польского восстания 1863—1864 годов находился под домашним арестом. Позднее продолжал работу в Обществе благотворительности, был членом правления Земельного банка.
Автор эпиграмм на известных современников, переводов. Нарисовал портрет сына Альфреда Исидора, а также портреты других членов своей семьи.

## Семья
Родители — Михал Рёмер (1778—1853) и Рахеля де Раес (1783—1855, Rachela de Raës).
В первом браке (07.01.1831) с Анной Монвид-Белозор (1805—1834), герба «Венява», дети:
- Альфред Исидор (1832—1897)
- Евгений Тадеуш (1833—1847)

Во втором браке (25.02.1837) с Софьей Монвид-Белозор (1817—1893), герба «Венява», дети:
- Эдвард Павел (1838—1844)
- Исидор Роман Антоний (1843—1910)
- Эдвард Матвей (1848—1900)
- Антоний (1852—1854)
- Бронислав Антоний (1856—1899)
- Эльжбета Клара Кристина (1859—1934)

## Творчество
- Römer E. J. Wyprawa do wód z Litwy do Normandii (kartki z dziennika 6 czerwca — 16 listopada 1861)/ oprac. i wprow. Danuta Kamolowa. — 2006. — ISBN 8370095976.